# ثابت كوني

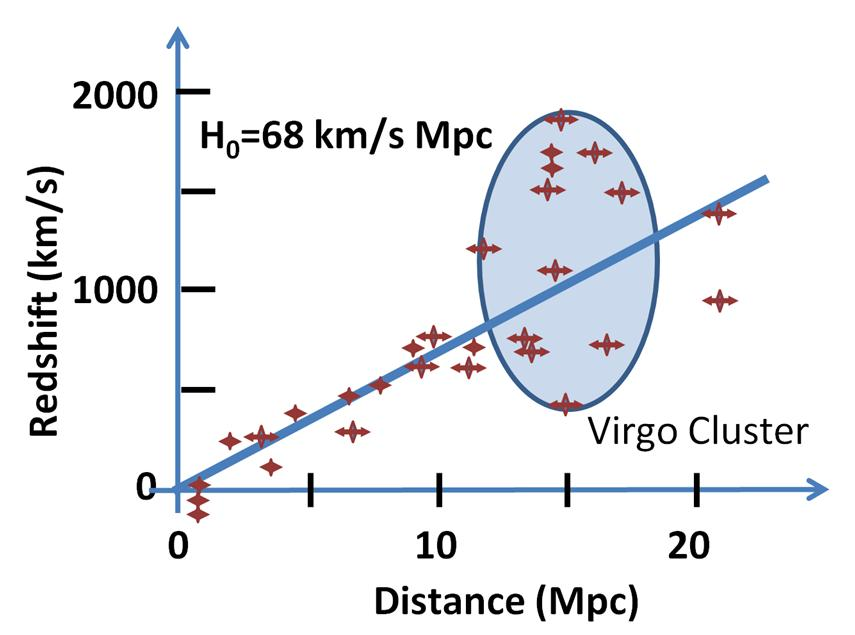

الثابت الكوني (بالإنجليزية: cosmological constant)‏ (يرمز له غالبا بالرمز لامبدا: Λ) هو ثابت فيزيائي وضعه العالم ألبرت أينشتاين حتي تتفق معادلاته مع مفهوم أن الكون ثابت وساكن غير متمدد، وهو ما ثبت خطؤه وقد تم إلغاء هذا الثابت فيما بعد، غير أن بعض القياسات الحديثة تقترح أن لهذا الثابت قيمة غير صفرية.
قدم «آينشتاين» هذا المفهوم في الأصل عام 1917، لموازنة آثار الجاذبية لتحقيق الكون الساكن في النسبية العامة، وهي وجهة النظر المقبولة في ذلك الوقت. تخلى آينشتاين عن المفهوم في عام 1931 بعد اكتشاف «هابل» حقيقة توسع الكون. من الثلاثينات وحتى أواخر التسعينات، افترض معظم الفيزيائيين أن الثابت الكوني يساوي الصفر. تغير هذا مع الاكتشاف المفاجئ في عام 1998 الذي أظهر تسارع توسع الكون، ما يعني إمكانية وجود قيمة غير صفرية موجبة للثابت الكوني.
منذ التسعينات، أظهرت الدراسات أن نحو 68% من كثافة طاقة وكتلة الكون يمكن أن تُعزى إلى ما يسمى بالطاقة المظلمة. الثابت الكوني (لامبدا Λ) هو أبسط تفسير ممكن للطاقة المظلمة، ويستخدم في النموذج القياسي الحالي لعلم الكونيات المعروف باسم «نموذج لامبدا سي دي إم». في حين أن الطاقة المظلمة غير مفهومة بشكل جيد على المستوى الأساسي، تشير الخصائص الأساسية المطلوبة للطاقة المظلمة إلى وظيفتها كنوع من أنواع الجاذبية المضادة، إذ تخف كثافتها ببطء مع توسع الكون أكثر بكثير من المادة، وتتجمع مكونةً عناقيد بشكل أضعف بكثير من المادة، أو ربما لا تفعل ذلك الإطلاق.
وفقًا لـ «نظرية الحقل الكمومي» (كيو إف تي) التي تقوم عليها فيزياء الجسيمات الحديثة، يُعرف الفضاء الفارغ من خلال «الفراغ الكمي» التي هي عبارة عن مجموعة من الحقول الكمومية. تختبر كل هذه الحقول الكمومية تقلبات في حالتها القاعية (أدنى كثافة لطاقة) الناشئة عن «طاقة النقطة الصفر» الموجودة في كل مكان في الفضاء. يجب أن تساهم تقلبات نقطة الصفر هذه في الثابت الكوني لامبدا، ولكن عند إجراء العمليات الحسابية، تولد هذه التقلبات طاقة فراغ هائلة. يعد التناقض بين طاقة الفراغ النظرية في نظرية الحقل الكمومي وطاقة الفراغ المرصودة من علم الكونيات مصدرًا لخلاف كبير، إذ تتجاوز قيم التنبؤات القيم المرصودة بنحو 120 قيمة أسية، وهو تناقض أطلِق عليه لقب «أسوأ تنبؤ نظري في تاريخ الفيزياء!». يُطلق على هذه المعضلة اسم «مشكلة الثابت الكوني» وهي إحدى أعظم الألغاز في العلم، إذ يعتقد العديد من علماء الفيزياء أن «الفراغ يحمل مفتاح الفهم الكامل للطبيعة».

## نظرة تاريخية
أضاف آينشتاين الثابت الكوني كثابت في معادلات المجال الخاصة به في النسبية العامة لعدم رضاه عن حقيقة أن معادلاته لم تسمح، على ما يبدو، بوجود كون ساكن دون إضافة الثابت الكوني: إذ ستجعل الجاذبية الكون، الذي كان في البداية في حالة توازن ديناميكي، ينكمش. لمواجهة هذا الاحتمال، أضاف آينشتاين الثابت الكوني. مع ذلك، بعد وقت قصير من تطويره لنظريته عن الكون الساكن، أظهرت عمليات رصد «إدوين هابل» أن الكون يتوسع؛ كان هذا متسقًا مع الحل الكوني لمعادلات النسبية العامة الأصلية التي وجدها عالم الرياضيات «ألكسندر فريدمان»، الذي كان يعمل على حل معادلات آينشتاين في النسبية العامة. يُقال أن أينشتاين أشار إلى إخفاقه في قبول تصحيح معادلاته - عندما تنبأت بتوسع الكون من الناحية النظرية، قبل أن يتجلى ذلك في عمليات رصد الانزياح نحو الأحمر الكوني – واصفًا إياه بـ «خطأه الفادح الأكبر ».
في الواقع، لا تؤدي إضافة الثابت الكوني إلى معادلات آينشتاين إلى كون ساكن في حالة توازن لأن ذلك التوازن غير مستقر: إذا توسع الكون قليلًا، فسيطلق هذا التوسع طاقة فراغ، ما يسبب المزيد من التوسع. وبالمثل، فإن الكون الذي ينكمش قليلًا سوف يستمر بالانكماش.
ومع ذلك، بقي الثابت الكوني موضع اهتمام نظري وتجريبي. من الناحية التجريبية، يقترح التعارض القوي للبيانات الكونية في العقود الماضية إلى أن كوننا يتمتع بثابت كوني موجب القيمة. يمثل تفسير هذه القيمة الصغيرة ولكن الموجبة تحديًا نظريًا بارزًا، وهو ما يسمى بمشكلة الثابت الكوني.
قامت بعض التعميمات المبكرة لنظرية آينشتاين للجاذبية، والمعروفة باسم «نظريات التوحيد الكبير الكلاسيكية»، إما بإضافة ثابت كوني على أُسس نظرية أو وجدت أنه نشأ بشكل طبيعي في الحلول الرياضية. على سبيل المثال، ادعى السير «آرثر ستانلي إدينغتون» أن نسخة الثابت الكوني لمعادلة مجال الفراغ تعبر عن الخاصية «المعرفية» بأن الكون هو «ذو مقياس ذاتي»، كما أنتجت نظرية «إروين شرودنج » التآلفية النقية باستخدام مبدأ تغايري بسيط المعادلة الحقلية مع حد كوني.

## المعادلة
يظهر الثابت الكوني Λ معادلة اينشتين المعدلة على:
{\displaystyle R_{\mu \nu }-{\textstyle 1 \over 2}R\,g_{\mu \nu }+\Lambda \,g_{\mu \nu }={8\pi G \over c^{4}}T_{\mu \nu }}
حيثR وg تعبر عن بنية زمكان،
T تعبر عن المادة والطاقة، وG وc هي معاملات تحويل أو ثوابت مستخدمة في القياسات التقليدية.
عندما Λ تكون بصفر يمكن اختصار المعادلة إلى معادلة المجال للنسبية العامة. عندما تكون T مساوية للصفر فإن معادلة المجال تصف الفضاء الخالي (الفراغ).

### أوميغا لامبدا
بدلًا من الثابت الكوني نفسه، يشير علماء الكون في كثير من الأحيان إلى النسبة بين كثافة الطاقة بسبب الثابت الكوني و«الكثافة الحرجة» للكون، أي الكثافة الكافية لمنع الكون من التوسع إلى الأبد. عادة ما يُشار إلى هذه النسبة بالرمز أوميغا لامبدا ΩΛ، وتُقدر بنحو 0.0056 ± 0.6889، وفقًا للنتائج التي نشرتها «تعاون تلسكوب بلانك الفضائي» في عام 2018.
في حالة الكون المسطح، تساوي قيمة أوميغا لامبدا جزءًا من طاقة الكون بسبب الثابت الكوني، أي ما نسميه بشكل حدسي جزء الكون المكون من الطاقة المظلمة. لاحظ أن هذه القيمة تتغير بمرور الوقت: تتغير الكثافة الحرجة مع الزمن الكوني، لكن تبقى كثافة الطاقة الناتجة عن الثابت الكوني كما هي دون تغيير على مدار تاريخ الكون: تزداد كمية الطاقة المظلمة مع نمو حجم الكون، في حين لا تزيد كمية المادة.

### معادلة الحالة
«معادلة الحالة» هي نسبة أخرى يستخدمها العلماء، يُشار إليها عادةً بالرمز دبليو w، والتي هي نسبة الضغط الذي تؤثر به الطاقة المظلمة على الكون إلى الطاقة لكل وحدة حجم. تساوي هذا النسبة -1 بالنسبة إلى ثابت كوني حقيقي، وتختلف بشكل عام عن الأشكال البديلة المتغيرة مع الوقت لطاقة الفراغ مثل «حقل كوينتاسينس» (العنصر الخامس). قام «تعاون تلسكوب بلانك الفضائي» عام 2018 بقياس قيمة معادلة الحالة، وتوصلو إلى قيمةٍ تساوي 0.032 ± -1.028، وهو ما يتوافق مع القيمة السابقة، بافتراض عدم تطور القيمة خلال الزمن الكوني.

## القيمة الموجبة
أشارت عمليات الرصد المُعلن في عام 1998 عن العلاقة بين المسافة والانزياح نحو الأحمر للمستعرات العظمى من النوع الأول إيه إلى أن توسع الكون يتسارع. عندما جمع ذلك بقياسات إشعاع الخلفية الكونية الميكروي، فإنها تشير إلى قيمة لأوميغا لامبدا تساوي 0.7 تقريبًا، وهي نتيجة دُعمت وأُكِدت بواسطة القياسات الأكثر حداثة. هناك أسباب محتملة أخرى لتفسير الكون المتسارع، مثل حقل العنصر الخامس، لكن الثابت الكوني هو الحل الأبسط في معظم النواحي. وبالتالي، يتضمن النموذج القياسي الحالي لعلم الكونيات، أي نموذج لامبدا سي دي إم، الثابت الكوني، الذي يساوي 10-52 متر-2 في الوحدات المترية. يُعبر عنه غالبًا بقيمة 10-35 ثانية-2 (عن طريق ضرب تلك القيمة بمربع سرعة الضوء، أي نحو 1017 متر2 ثانية-2) أو بقيمة 10-122 (عن طريق الضرب بمربع طول بلانك، أي نحو 10-70 متر2) في أنظمة الوحدات الأخرى. تستند القيمة على القياسات الحديثة لكثافة طاقة الفراغ، التي تساوي 5.96*10-24 كيلوجرام/متر3، أو 10-47 جيجا إلكترون فولت4، أو 5.96*10-30 غرام/سنتيمتر3 في أنظمة الوحدات الأخرى.
كما لوحظ مؤخرًا، من خلال أعمال «هوفت» و«سسكيند» وغيرهما، فإن الثابت الكوني الموجب له عواقب مفاجئة، مثل وجود قيمة قصوى محدودة من الإنتروبيا في الكون المرصود.

## نظرية الحقل الكمومي
المشكلة الرئيسية الكبيرة هي أن معظم نظريات الحقل الكمومي تتنبأ بقيمة ضخمة للفراغ الكمومي. يقترح الافتراض الشائع أن الفراغ الكمومي يعادل الثابت الكوني. على الرغم من عدم وجود نظرية تدعم هذا الافتراض، يمكن تقديم بعض حجج لدعمه.
تستند هذه الحجج عادة على تحليل بعدي ونظرية الحقل الفعال. إذا وُصف الكون من خلال نظرية مجال كموي محلي فعال حتى مقياس بلانك، فإننا نتوقع ثابتًا كونيًا يساوي مربع كتلة بلانك (6*1054 إلكترون فولت2 في الوحدات الطبيعية أو 1 في وحدات بلانك المخفضة). كما ذُكر أعلاه، يكون الثابت الكوني المُقاس أصغر من هذا بعامل 10-120. وهو تناقض أطلِق عليه لقب «أسوأ تنبؤ نظري في تاريخ الفيزياء!».